# Yussuf Munyakazi
Yussuf Munyakazi är åtalad vid Internationella Rwandatribunalen (ICTR) misstänkt för att ha lämnat vapen och uniformer till Interahamwe, ha underblåst hat mot tutsier i hotell Ituze i Kamembe, Cyangugu prefektur, Rwanda, och igångsatt dödandet av tutsier och för att tillsammans med Interahamwe ha attackerat och dödat tutsier som sökt skydd i tre kyrkor.
Rwandas justitieminister har begärt att Munyakazi ska överföras till Rwanda för att dömas av lokal domstol. Tribunalen har beslutat att Munyakazi inte ska utlämnas då det kan antas att han även om han inte döms till döden kan få tillbringa resten av sitt liv i isoleringscell. Tribunalen har också vägt in att offer och vittnen inte kan vittna riskfritt i Rwanda och att detta skulle medföra en orättvis rättegång.

## Fotnoter
1. ↑  Trial Chamber III beslut 28 maj 2008 http://69.94.11.53/ENGLISH/cases/Munyakazi/decisions/080528.pdf
2. ↑  Amnesty International http://www2.amnesty.se/andranyheter.nsf/(notiseraphem)/35D8D581DF550FA6C1257464005178A2?opendocumentz/